# Marcus (Usurpator)
Marcus († 406) war ein spätantiker römischer Usurpator in Britannien, der von den dortigen Truppen im Jahr 406 zum Kaiser erhoben wurde.  

## Leben
Über seine Person ist fast nichts bekannt. Olympiodoros von Theben, auf dessen Werk sich andere antike Geschichtsschreiber bei ihrer Darstellung der Usurpation maßgeblich stützten, berichtet, dass Marcus ein Soldat gewesen sei und von unzufriedenen Truppen in Britannien zum Kaiser proklamiert wurde. Kurz darauf wurde er jedoch ermordet und an seiner Stelle Gratian zum Kaiser erhoben. Dieser wurde nach vier Monaten ebenfalls umgebracht. Erst der neue Kaiser Konstantin konnte sich halten und zog mit seinen Truppen nach Gallien, wo er einen eigenen Machtbereich errichtete.
Die wenigen erhaltenen Informationen aus dem verlorenen Geschichtswerk des Olympiodoros erlauben es nicht, die Regierungszeit des Usurpators Marcus genau festzulegen. Es ist nur bekannt, dass diese und die nachfolgenden Usurpationen vor dem Konsulat des Kaisers Honorius im Jahr 407 stattfanden. Wenigstens sind aber einige Rückschlüsse auf die Motive der britannischen Truppen möglich. Britannien selbst war schon seit Ende des 3. Jahrhunderts anfällig für Usurpationen gewesen (siehe Carausius, im 4. Jahrhundert dann Magnus Maximus). Wahrscheinlich sah man sich in diesem westlichen Randgebiet des Römischen Reichs von der Politik im fernen Italien vernachlässigt. Die Erhebungen des Marcus, Gratian und Konstantin sind jedoch auch durch die Lage in Gallien mitbestimmt gewesen. Dort hatten zum Jahreswechsel 406/07 barbarische Völkerstämme den Rhein überquert, was zum Kollaps der Grenzverteidigung geführt hatte (siehe Rheinübergang von 406 und Völkerwanderung). Diese Entwicklung war wohl schon vorher absehbar gewesen, manche modernen Forscher verlegen den Rheinübergang aber sogar auf den Jahreswechsel 405/06, was die Auswirkung auf das mit dem gallischen Festland politisch verbundene Britannien noch plausibler erscheinen lässt.
Aber auch ohne diesen speziellen Anlass ist es gut möglich, dass in Britannien die Völkerverschiebungen im Rheinraum bekannt waren und die Truppen zum Schutz Galliens eingreifen wollten, wie eine Äußerung des Geschichtsschreibers Zosimos nahelegt. Weder Marcus noch Gratian erfüllten jedoch die Erwartungen ihrer Soldaten. Erst der Usurpator Konstantin zog die richtigen Schlüsse und begab sich mit dem britannischen Feldheer auf das Festland, womit die Insel militärisch weitgehend entblößt wurde. Dies leitete die nachfolgende Entwicklung ein, die zum Verlust der Insel für Rom führte und die Landnahme durch die Angelsachsen zur Folge hatte.